# Lista de prêmios e indicações recebidos por Epik High
Esta é a lista de prêmios e indicações recebidos por Epik High, um grupo musical sul-coreano de hip hop indie, formado em 2003 pela Woollim Entertainment, em Seul.

## Premiações coreanas

### Gaon Chart Music Awards
O Gaon Chart Music Awards é um grande show de prêmios musicais que é realizado anualmente na Coréia do Sul pela tabela de registro de música nacional Gaon Chart.
| Ano  | Categoria               | Trabalho                | Resultado | Ref.  |
| ---- | ----------------------- | ----------------------- | --------- | ----- |
| 2014 | Descoberta do Ano       | Epik High               | Venceu    | [ 1 ] |
| 2018 | Música do ano (outubro) | "Love Story" (feat. IU) | Venceu    | [ 2 ] |
| 2018 | Música do ano (outubro) | "Home Is Far Away"      | Indicado  |       |

### Golden Disc Awards
O Golden Disc Awards é uma premiação musical fundada em 1986, apresentada anualmente pela Associação da Indústria Musical da Coreia, por realizações notáveis na indústria da música na Coreia do Sul.
| Ano  | Categoria            | Trabalho           | Resultado | Ref.  |
| ---- | -------------------- | ------------------ | --------- | ----- |
| 2005 | Hip-Hop Award        | "Fly"              | Venceu    | [ 3 ] |
| 2007 | Main Prize (Bonsang) | "Fan"              | Venceu    | [ 3 ] |
| 2009 | Hip-Hop Award        | "Trot" e "Wannabe" | Venceu    | [ 3 ] |
| 2013 | Hip-Hop Award        | Epik High          | Venceu    | [ 3 ] |
| 2015 | Hip-Hop Award        | "Happen Ending"    | Venceu    | [ 3 ] |
| 2015 | Main Prize (Bonsang) | "Happen Ending"    | Venceu    | [ 3 ] |

### KBS Music Awards
| Ano  | Categoria                | Trabalho  | Resultado | Ref.  |
| ---- | ------------------------ | --------- | --------- | ----- |
| 2005 | Prêmio de melhor artista | Epik High | Venceu    | [ 4 ] |

### Korean Music Awards
O Korean Music Awards é uma importante premiação musical que é realizada anualmente na Coréia do Sul. É considerado o Grammy coreano, seus prêmios são dados por escolha de uma bancada de críticos renomados.
| Ano  | Categoria                                  | Trabalho                 | Resultaado | Ref.  |
| ---- | ------------------------------------------ | ------------------------ | ---------- | ----- |
| 2008 | Melhor álbum de hip hop                    | Remapping the Human Soul | Venceu     | [ 5 ] |
| 2008 | Músico de Hip Hop do ano (Voto de Netizen) | Epik High                | Venceu     | [ 5 ] |

### MBC Plus X Genie Music Awards
| Ano  | Categoria                          | Trabalho                       | Resultado | Ref. |
| ---- | ---------------------------------- | ------------------------------ | --------- | ---- |
| 2018 | Música do ano                      | "Love Story" (feat. IU)        | Indicado  |      |
| 2018 | Álbum digital do ano               | We've Done Something Wonderful | Indicado  |      |
| 2018 | Rap/Hip Hop Music Award            | "Love Story" (feat. IU)        | Indicado  |      |
| 2018 | Prêmio Genie Music de popularidade | Epik High                      | Indicado  |      |

### Mnet Asian Music Awards
O Mnet Asian Music Awards (abreviado como MAMA), anteriormente "M.net KM Music Festival" (MKMF) (1999-2008), é um grande show de música K-pop que é realizado pela Mnet Media anualmente na Coréia do Sul.
| Ano  | Categoria                         | Trabalho                 | Resultado | Ref.          |
| ---- | --------------------------------- | ------------------------ | --------- | ------------- |
| 2004 | Melhor performance de Rap/Hip-hop | "Peace Day" (평화의 날)  | Indicado  | [ 6 ]         |
| 2005 | Melhor performance de Rap/Hip-hop | "Fly"                    | Venceu    | [ 7 ]         |
| 2007 | Música do ano                     | "Fan"                    | Indicado  | [ 8 ]         |
| 2007 | Melhor grupo masculino            | "Fan"                    | Indicado  | [ 8 ]         |
| 2007 | Melhor performance de Rap/Hip-hop | "Fan"                    | Venceu    | [ 8 ]         |
| 2007 | Álbum do ano                      | Remapping the Human Soul | Venceu    | [ 9 ]         |
| 2008 | Álbum do ano                      | Pieces, Part One         | Indicado  | [ 10 ]        |
| 2008 | Melhor performance de Rap/Hip-hop | "One" (feat. Ji Sun)     | Venceu    | [ 10 ] [ 11 ] |
| 2008 | Melhor grupo masculino            | "One" (feat. Ji Sun)     | Indicado  | [ 10 ] [ 11 ] |
| 2008 | Melhor vídeo musical              | "One" (feat. Ji Sun)     | Indicado  | [ 10 ] [ 11 ] |
| 2008 | Música do ano                     | "One" (feat. Ji Sun)     | Indicado  | [ 10 ] [ 11 ] |
| 2009 | Melhor performance de Rap/Hip-hop | "Wannabe" (feat. Mellow) | Indicado  | [ 12 ]        |
| 2010 | Melhor performance de Rap/Hip-hop | "Run"                    | Indicado  | [ 13 ]        |
| 2010 | Melhor vídeo musical              | "Run"                    | Indicado  | [ 13 ]        |
| 2012 | Melhor performance de Rap/Hip-hop | "UP" (feat. Park Bom)    | Venceu    | [ 14 ]        |
| 2014 | Melhor performance de Rap/Hip-hop | "Happen Ending"          | Venceu    | [ 15 ]        |

### SBS Music Awards
| Ano  | Categoria                | Trabalho  | Resultado | Ref. |
| ---- | ------------------------ | --------- | --------- | ---- |
| 2006 | Melhor arista de Hip Hop | Epik High | Venceu    |      |

### Seoul Music Awards
O Seoul Music Awards (em coreano: 서울 음악 상) é uma premiação criada em 1990 que é apresentada anualmente pela Sports Seoul para as realizações de destaque da indústria da música na Coreia do Sul.
| Ano  | Categoria              | Trabalho                 | Resultado | Ref.   |
| ---- | ---------------------- | ------------------------ | --------- | ------ |
| 2007 | Melhor álbum (Bonsang) | Remapping the Human Soul | Venceu    | [ 16 ] |
| 2007 | Main Prize (Bonsang)   | Epik High                | Venceu    | [ 16 ] |
| 2012 | Main Prize (Bonsang)   | Epik High                | Venceu    | [ 16 ] |

### Bugs Awards
| Ano  | Categoria    | Recipiente | Resultado |
| ---- | ------------ | ---------- | --------- |
| 2014 | Álbum do ano | Shoebox    | Venceu    |

### Naver Yearly Ranking
| Ano  | Categoria | Recipiente | Resultado |
| ---- | --------- | ---------- | --------- |
| 2014 | Top 10    | Shoebox    | Venceu    |

## Prêmios de programas musicais

### Show! Music Core
| Ano  | Data           | Canção |
| ---- | -------------- | ------ |
| 2005 | 29 de outubro  | "Fly"  |
| 2005 | 5 de novembro  | "Fly"  |
| 2005 | 12 de novembro | "Fly"  |

### SBS Inkigayo
| Ano  | Data           | Canção |
| ---- | -------------- | ------ |
| 2005 | 27 de novembro | "Fly"  |
| 2007 | 4 de março     | "Fan"  |
| 2007 | 11 de março    | "Fan"  |
| 2008 | 5 de maio      | "One"  |
| 2008 | 18 de maio     | "One"  |

### M Countdown
| Ano  | Data            | Canção          |
| ---- | --------------- | --------------- |
| 2005 | 10 de novembro  | "Fly"           |
| 2007 | 15 de fevereiro | "Fan"           |
| 2007 | 1 de março      | "Fan"           |
| 2007 | 15 de março     | "Fan"           |
| 2014 | 30 de outubro   | "Happen Ending" |
| 2014 | 6 de novembro   | "Happen Ending" |
| 2014 | 13 de novembro  | "Happen Ending" |